# باران بو اودار
باران بو اودار (زاده 18 آوریل 1978) کارگردان و فیلمنامه نویس سینما و تلویزیون آلمانی است
او برای ساخت سریال‌هایی چون Dark و 1899 برای نتفلیکس به همراه همسر خلاق خود یعنی Jantje Friese شناخته شده است
از جمله فیلم‌هایی که او کارگردانی کرده‌است را می‌توان به فیلم‌هایی مثل سکوت، من کی هستم و بی خواب اشاره کرد. او همچنین مجموعه تلویزیونی تاریک و سریال ۱۸۹۹ را که به محبوبیت جهانی رسیده و بهترین سریال آلمانی زبان نتفلیکس لقب گرفته را کارگردانی کرده‌است